# 김원봉
김원봉(金元鳳, 1898년 9월 28일~1958년 11월)은 한국의 독립운동가, 정치인이다. 일제강점기의 의열단장을 역임했다. 호는 약산(若山), 본관은 김해(金海)이다. 경남 밀양에 의열 기념관이 있다.
1919년 아나키즘 단체인 의열단(義烈團)을 조직하였고, 황푸 군관학교를 거쳐 조선의용대를 조직하였다. 대한민국 임시정부에 합류하여 임시의정원(경상도 지역구)의원, 한국 광복군 부사령관 겸 제1지대장으로 활동하였고, 1944년 임시정부 군무부장에 선출됐다.
1946년 2월 민족주의민주전선 공동의장, 6월 인민공화당 위원장을 역임하였다. 1948년 김구·김규식 등과 함께 남북협상에 참여한 뒤에 그대로 북한에 남았다.
조선민주주의인민공화국 정부수립 후 국가검열상, 조선인민공화당 중앙위원회 위원장, 노동상, 최고인민회의 상임위원회 부위원장을 역임했다.
한국전쟁이 발발하자 군사위원회 평안북도 전권대표로서 후방에서 조선인민군의 군량미를 생산하는 일을 했다. 이로 인해 김일성으로부터 로력훈장을 수여받았다. 남파활동을 벌이기도 했는데, 실제로 1954년 1월 25일 김원봉의 직접 지휘 하에 대한민국의 경제 혼란 및 선거 방해를 목적으로 남파된 간첩단 4명이 체포되었다. 이후 김일성과의 정치 암투에서 패배하여 1958년 10월 '반국가적 및 반혁명적 책동의 죄'로 대의원 권한이 박탈되었고, 체포되었다고 한다. 그의 사망에 관해서는 자세히 알려진 바가 없으나, 정치범수용소에서 청산가리를 먹고 자살했다는 설이 가장 유력하다.
경상남도 밀양에 의열기념관이있다.

## 생애

### 출생과 가계

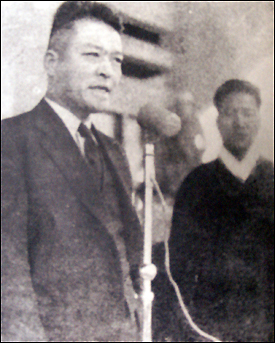
1946년 2월 민족주의 민주전선 회의장에서 연설하는 약산 김원봉.

경상남도 밀양군 밀양읍 내이리 901번지에서 아버지 김주익(金周益)과 어머니 이경념(李京念) 사이에서 태어났다. 김해김씨 경파(참판공파) 73세손이다. 어머니 이경념은 그가 4살 되던 해 동생 경봉을 낳다가 사망했다. 아버지 김주익은 천연이(千蓮伊)와 재혼하여 8남 2녀를 두었고, 박순남이라는 서모에게서는 3명의 이복 동생이 태어났다. 이 중 김익봉은 어려서 요절했고, 계모 천연이가 낳은 배다른 동생들 중 김봉철, 김봉기, 김덕봉, 김구봉은 뒤에 보도연맹원으로 몰려 한국전쟁 중 처형됐다.

독립운동가 박차정과의 결혼 사진 (1931년)

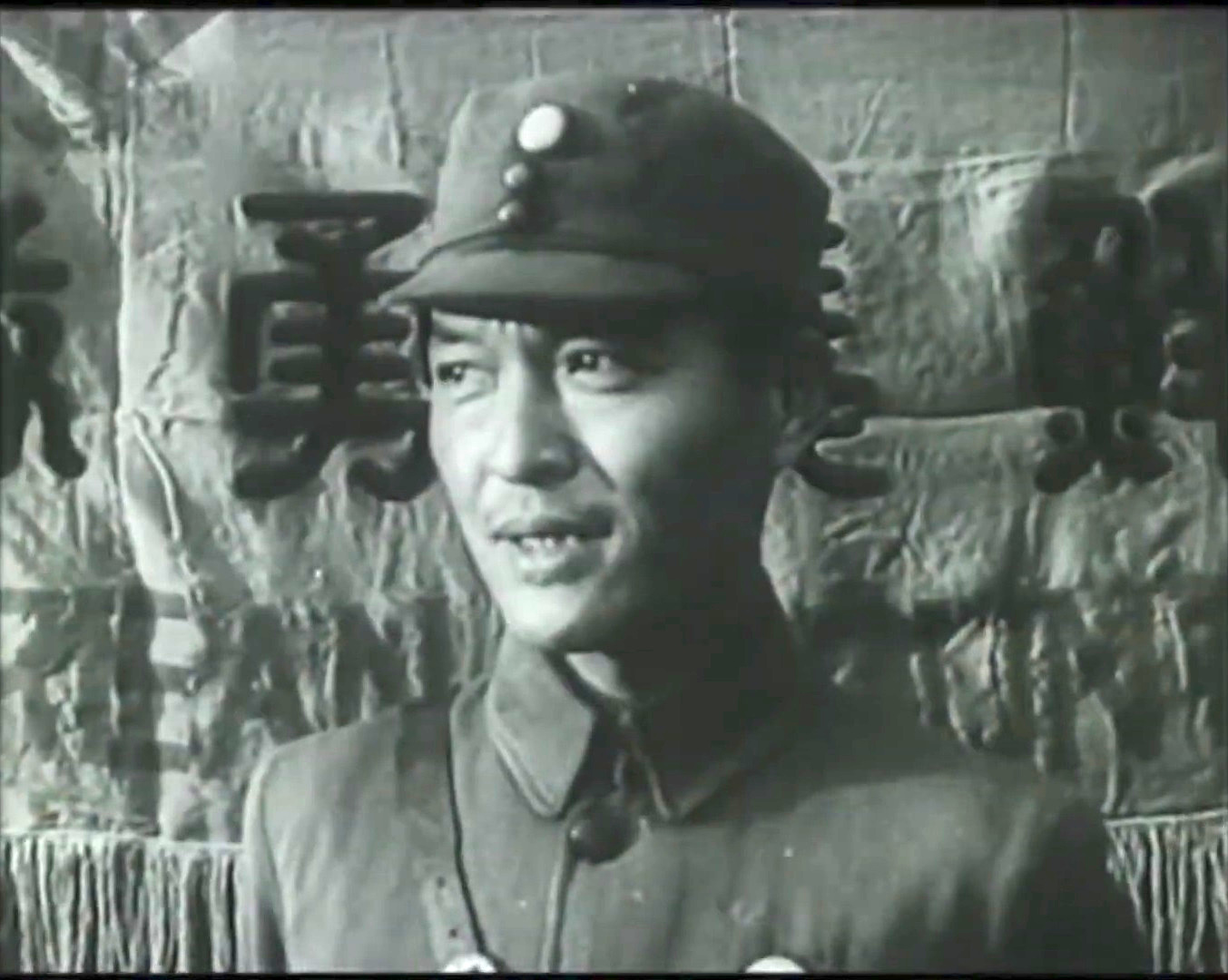
조선의용대 선전 영상에 등장한 김원봉

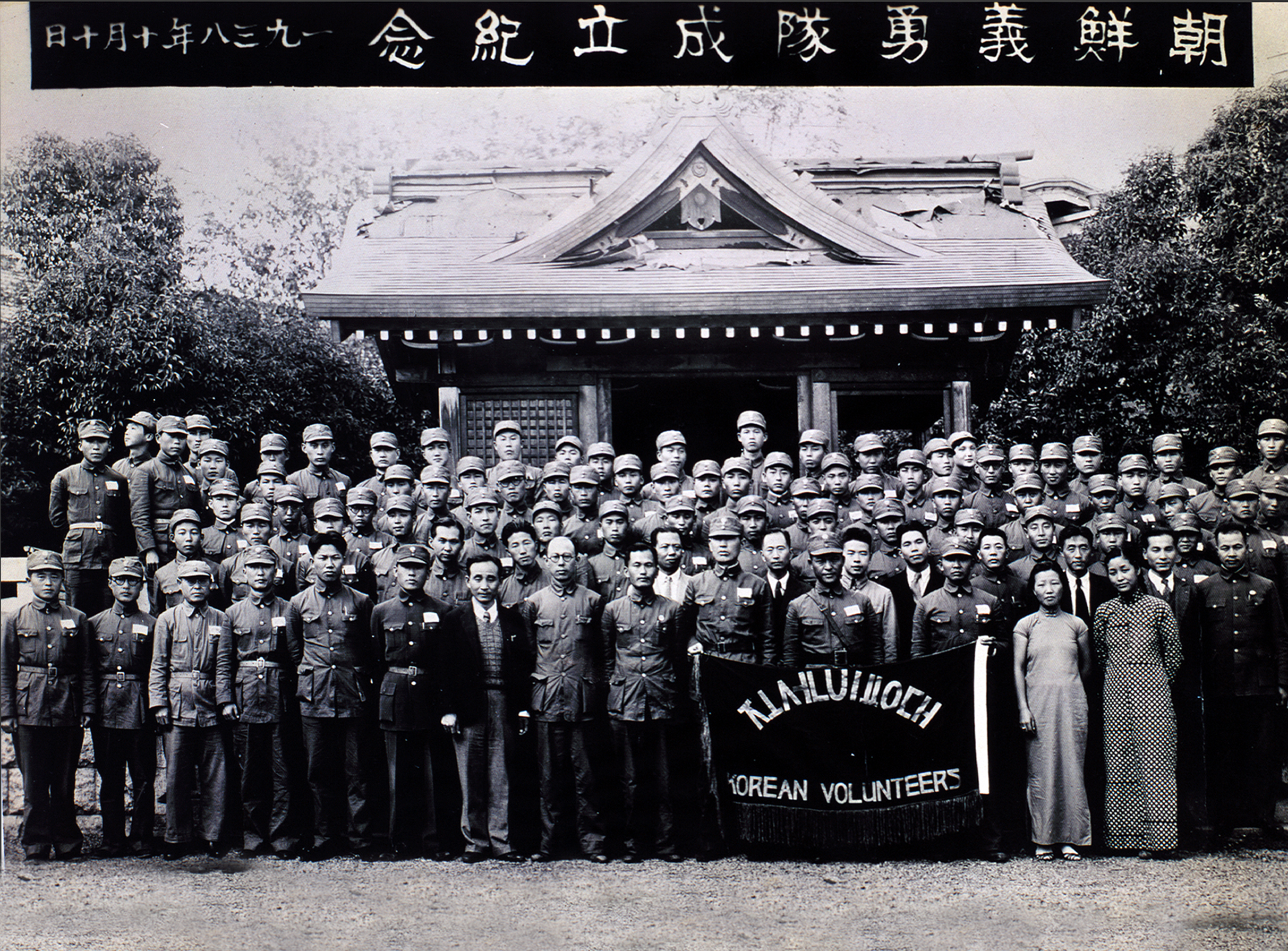
조선의용대 성립기념 사진. (1938년 10월 10일)

서얼의 후예였던 탓에 신분은 중인이었고, 선조들 중에는 역관을 몇명 배출했다. 할아버지 김철화(金哲和)가 역관이었고, 아버지 김주익은 30여 마지기의 농사를 짓는 중농(中農)이었다. 아버지에게는 김주오(金周五)라는 동생과 손아래 여동생이 있었다. 그의 고모는 독립운동가 황상규에게 시집갔는데, 약산의 재능을 알아본 황상규는 그에게 한학을 가르쳤다.
아버지 김주익은 첫 아들이 태어나자, 밀양읍내에 살던 자신의 외가 친척이자 정3품 통정대부 시종원 시종을 지낸 윤희규(尹憘圭)를 찾아가 아들의 이름을 지어달라고 부탁했다. 역술에도 소질이 있던 윤희규는 아이가 ' 장상(將相)이 될 팔자를 타고 났다'며 돌림자인 봉에다가 으뜸 원(元)자를 따서 원봉이라 이름지어주었다.

### 유년기
서당에서 한문을 배우다가 1908년 밀양공립보통학교 편입학하였으나 1911년 11월 천황의 생일에 동창 한봉인(韓鳳仁), 윤세주, 강인수(姜仁壽)등과 함께 일장기를 변소에 넣은 사건으로 심한 구타를 당했다. 그러나 혐의를 부인하다가 홀로 퇴교당했고, 다시 보통학교 2년 과정에 편입하여 졸업했다.1910년에 동화중학교(同和中學校) 2학년으로 편입학하여 학업을 익혔으며 교장인 전홍표(全鴻杓)의 영향을 받아 항일사상을 갖게 된다. 그는 학생들에게 '우리가 목숨이 붙어있는 한 우리 민족의 원수 강도인 일본과의 투쟁을 단 하루도 게을리 해선 안 된다'는 점과, '빼앗긴 국토를 되찾고 도로 잃어버린 주권을 회복하기 전에는 우리는 언제나 부끄럽고, 슬프고, 언제나 비참하다'는 등의 민족의식을 고취하는 훈시를 하였고, 그는 전홍표 선생의 훈화에 감화되었다. 그러나, 동화중학교는 얼마 못가 총독부의 압력에 의해 폐교된다. 그는 밀양 시내의 남천강변에서 축구를 즐겨하고 아침저녁으로 냉수욕하면서 신체를 단련하였고 일본인들이 조선역사에 대한 것을 금지하였음에도 조선의 역사에 관련된 서적들과 위인전기, 지리, 육도심략 등에 대한 서적을 찾아서 탐독하였다. 전홍표 교장의 배일사상으로 중학교 폐교당하게 되자 그는 동료 학생들과 함께 80원의 성금을 모금하여 폐교를 면하게 하려 하였으나 실패했다.

### 청소년기
동화중학교가 폐교당한 뒤 김원봉은 표충사로 들어가 손자저법과 한비자, 오자 등과 같은 병서들을 읽었다. 표충사에서 독학하면서 독립운동에 대한 뜻을 품게 된다.
그리고 1913년 경성에 중앙중학교로 편입학하여 학업에 중시했는데, 거기서 김성수·유근·안재홍 등을 스승으로 만나게 되었고, 윤치영·변영로 등과도 조우하게 된다.
중앙학교 재학 중 김원봉은 김약수·이여성 등과 교류하였으며, 이들과 평생 친구가 되었다. 김약수와 이여성은 후일 그가 파리강화회의에 반대하여 간도로 가서 군대를 조직하는 등의 계획을 털어놓을 정도로 친한 친구가 된다. 또한 중앙중학교를 먼저 졸업한 김두봉, 윤치영과 나중에 졸업하게 된 김무정 등을 만나 친분관계를 쌓는다. 1916년 봄 경성 중앙중학교를 졸업한 뒤 독립 운동에 뜻을 두고 중국으로 건너갔다.
평안도 출신의 최석진이라는 사람의 딸과 결혼하였다. 첫 번째 배우자가 사망한 후 독립운동가 박차정과 결혼하였다.

### 학창 시절
이때 김원봉과 함께 일제 일경의 추적을 피해 개명의 필요성을 느끼던 중, 작명을 알던 김원봉의 고모부였던 황상규의 도움으로 이름을 김두전과 이명건 이렇게 셋이서 개명을 하게 되는데, 김두전은 '약수'로 이명건은 '여성(如星)', 김원봉은 '약산'으로 각각 개명하였다 한다. 김원봉과 김약수, 이여성은 1년 뒤에 망명을 목표로 삼고 열심히 일해 돈을 모으기 시작했으며, 김원봉은 중국어에 문맹이었던 김약수, 이여성에게 중국어의 기초를 가르쳤다.
1916년 10월 독일계에서 운영하는 천진의 덕화학당에 입학하여 독일어와 중국어를 익혔다. 그러나, 제1차 세계대전에서 중국의 협상국측 참전으로 중국은 독일과 적국이 되었고, 독일계에서 운영하는 덕화학당 역시 폐교할 수밖에 없었다. 덕화학당의 폐교로 한동안 방황하였다.

### 망명과 출국 생활 초반
1917년 방학으로 일시 귀국했으나 중국이 독일, 오스트리아에 선전포고를 하게 되면서 독일인들은 적국인으로 간주되어 상하이에서 추방당하고 덕화학당도 폐쇄되었다. 다니던 학교가 폐교되면서 오래 방황하던 그는 중앙학교 때부터의 친구인 이여성, 김약수 등과 망명을 결심한다.
다시 중국행을 결심하고 1918년 여름 김원봉은 일행과 경성부로 올라가 경의선 열차에 탑승, 압록강 국경을 넘어 안동에서 안봉선(安奉線) 기차로 갈아타고 봉천까지 가서 고모부 황상규를 다시 만났다. 황상규의 소개로 봉천에서 며칠을 쉬고 대련(大連)으로 건너갔으며, 기서 상해로 가는 기선을 탔다.[7] 상해에 도착한 이들은 아르바이트와 노동으로 생계를 마련했다. 곧 김원봉은 1918년 9월 남경(南京)의 금릉대학(金陵大學)에 입학하였다.

### 신흥무관학교 시절
난징 진링대학에서 그는 독일어, 중국어, 영어를 배웠고 1년다니다가 중퇴, 파리강화회의에 대표단을 파견하려는 상하이 지사들의 정책에 반발하고, 독립을 위해서는 군대를 양성해야 된다는 뜻을 품고 간도로 가서 군대를 조직할 계획을 세운다. 1919년 2월 만주로 건너가 만주 신흥무관학교에 입학했다. 여기서 6개월간 폭탄 제조법, 체력 단련, 군사학 교육 등을 받았다. 신흥무관학교에서 수학하던 중 졸업 3개월 남겨둔 상태에서 신흥무관학교에서 중퇴하였다.
만주로 떠날 의사를 교관 김경천에게 표사했으며, '윤세주, 이종암, 한봉인, 한봉근, 신철휴, 서상락(徐相洛), 이성우, 권준(權晙), 강세우(姜世宇)' 등과 뜻을 같이하기로 했다고 밝혔으나 집단 탈출은 동기생들의 사기를 꺾을 것이라 하여 받아들여지지 않았다. 그는 신흥무관학교 교장 이시영을 찾아가 뜻이 있어서 자퇴한다며 특별히 자퇴를 허락받고 신흥무관학교를 나왔다.

### 의열단 창설과 무장 활동
1919년 11월 9일 길림성에서 양건호, 한봉근, 곽재기, 김옥 등과 회합하여 일본의 침략본거를 파괴할 것을 결의하고 의열단을 조직하여 의백에 취임, 국내의 기관 파괴, 요인암살 등 여러 차례 무정부주의적 항일 투쟁 활동을 벌인다. 단원은 김원봉, 양건호, 곽재, 김옥, 윤세위, 윤치형, 이성우, 강세우, 한봉인, 신철휴, 배동선, 서상락, 권준 등 13명이었다.(의열단 참고.) 이어 그는 공약 10조를 발표하였다.
| “ | 1. 천하에 정의로운 일을 맹렬히 실행하기로 한다. 2. 조선의 독립과 세계 만인의 평등을 위하여 신명을 바쳐 희생하기로 한다. 3. 충의의 기백과 희생정신이 화고한 자라야 단원이 될 수 있다. 4. 단의를 우선하고 단원의 의를 급히 한다. 5. 의백 1인을 선출하여 단체를 대표하게 한다. 6. 어떤 시간, 어떤 곳에서든 매일 1차씩 사정을 보고케 한다. 7. 어떤 시간, 어떤 곳에서든 초회에는 필히 응한다. 8. 죽음을 피하지 아니하여 단의에 뜻을 다한다. 9. 일이 구를 위하여 구가 일을 위하여 헌신한다. 10. 단의를 배반한 자는 학살한다. | ” |

제거해야 할 대상으로는 조선총독부 총독 이하 고관, 주조선 일본군 주둔군 수뇌, 대만총독부 총독과 대만총독부 고관, 매국적, 친일파 거두, 적의 밀정, 반민족적 귀족 및 대지주를 설정하였다.
의열단원들은 각자 한사람이 여러 개의 가명을 사용하고 있었고, 사진 이외에는 본인을 찾는 일이 쉽지 않았다. 사진 촬영 뒤에는 반드시 원판과 필름까지 가져가거나 찢어버리거나 라이터, 성냥 등으로 바로 소각했으므로 사진도 찾기 쉽지 않았다. 약산은 이들이 연락할 대상으로 암호를 정하고, 힘 력(力)자를 공중에 손가락으로 써서 신호를 주고, 확인은 얼굴을 오른쪽으로 저으면서 신호를 하게 했다.
그는 자기가 만난 사람을 설득시켜서 동지로 만들 필요가 있다고 생각하면 집요하게 며칠간 시간이 들더라도 반드시 자기 사람으로 만들었다. 그는 자신의 동지와 부하들을 위해서는 재산을 능히 잃고도 전혀 아까워하지 않았으며, 비용 투자는 물론이고 때로는 동지와 부하들의 가난함과 궁핍 소식을 들으면 자기가 입은 옷을 벗어주거나 시계 등을 전당포에 전당 잡히게 하였다. 그의 변함없는 신뢰에 감동한 청년들은 자발적으로 사지로 달려가게 된다.

### 폭발물 제조와 반입
1920년초 김원봉은 단원들을 바로 국내에 투입시키기 위해 총기와 폭탄의 반입을 계획한다. 그는 많은 폭발물과 총기를 국내로 반입하여 조선총독부 요인들과 주요 친일파들을 척살하고, 국내의 자본을 빼가는 동양척식회사 등의 폭파를 계획하기로 결정하고 자신이 소지한 비상금 천원을 내놓았다. 이어 이종암이 내놓은 천원, 윤치형과 구영필 등에게 각각 맡겨둔 3백원 등을 포함한 약 3천원 가량의 돈으로 1919년 12월말 김원봉 본인과 이종암, 곽재기, 이성우 등과 함께 상하이로 가서 무기를 구해오기로 하고 길림 성을 출발했다.
상하이 보창로 보강리 60호에 살던 재중교포 김대지(밀양 내이동 출신이다.)를 만나 그의 집을 근거지로 하고 상하이의 프랑스 불조계 마당로에 있던 임시정부를 찾아가 여러번의 설득 끝에 폭탄 세 개와 탄피 제조기와 폭약 재료, 뇌관, 심지, 기름 등을 받아 1920년 3월초 자동차로 비밀리에 길림성으로 되돌아왔다.
한편 김원봉과 이성우는 상하이에 더 체류하면서 임시정부의 별동대인 '구국모험단'의 단장 김성근(金聲根)을 만나, 그를 어렵게 설득하여 그로부터 폭탄 제조 기술을 배우게 된다. 며칠간 김성근의 집에 머무르던 김원봉과 이성우는 김성근에게서 폭탄제조법을 배우다가 직접 폭탄을 제조할 수 있는 재료들과 화약, 심지, 뇌관 등을 선물로 받고 그를 데리고 길림성으로 다시 되돌아온다. 첫 폭탄 제조가 성공을 거두고 한적한 곳에서 그들이 직접 제조한 폭탄도 성능이 양호하고 성공적이었다.
3월 중순 김원봉은 혈기만으로 해결할 수 없다고 보고 의열단을 몇개의 조로 나누어서 무기 입수와 연구, 준비를 하기로 하고 김원봉은 이성우, 곽재기 등과 함께 상하이로 가서 무기를 구입하기로 하고, 자금 조달책은 황상규, 윤세주, 김상윤(金相潤) 등이 소수의 청년들을 데리고 국내로 들어가서 활동하기로 정하였다. 지린성을 중심으로 한 의열단 근거지는 이종암에게 지휘책임을 맡기고 신철휴 등과 함께 지린성에서 조직을 돌보다가 적당한 시점에 입국하기로 정한다. 무기의 운반책은 이병철과 마산에 있던 배중세가 맡기로 하고, 무기를 인계받을 사람으로는 밀양 사람 김병환으로 정했다. 이들은 국내에 들어가 국내에서는 보다 많은 거사 동지들을 포섭하기로 계획을 세우고, 또 다시 국내에 돌아가서 1개월 이내에 의거를 단행할 계획을 세운다.
그는 상하이에 체류하면서 연락으로 의열단원들을 시켜 상하이에서 입수한 폭탄 등을 연구하여 그 설계도를 만든 뒤 폭탄 제조에 활용하였다.

### 밀양 폭탄 미수 사건 계획
1919년 12월에 이미 불조계에서 입수했던 폭탄 중 일부는 만주의 우체국을 통해 조선과의 국경지대인 안둥 현의 중국 세관에 근무하는 영국인 포우인 앞으로 택배로 보내고, 상하이에서 다롄을 거쳐 기차로 안둥 현에 도착한 곽재기가 임시정부의 외무부차장이자 김원봉과 친하던 장건상의 서한을 포우인에게 증표로 보이고 이 소포를 찾아, 의열단의 안둥 현 비밀연락소를 후원던 이병철(李炳喆)이 운영하던 원보상회(元寶商會)에서 고량 수수 20가마니 속에 폭탄을 숨기고 일부는 길림성의 본부로 보내고, 일부는 1920년 4월 12일 안둥역전의 택배 회사 의신공사를 통해 밀양에 있는 한 미곡상으로 보냈다. 보낸 폭탄은 4월 15일에 밀양으로 도착한다.
1920년 3월 중순 신철휴 등이 국내에 잠입했다는 소식을 접한다. 이어 이종암은 다시 상하이로 돌아와 김원봉 등과 힘을 합쳐 폭탄 13개, 미제 권총 2자루 및 은제 탄환 백발과 몇개의 소총을 프랑스 조계 오흥리에 살던 중국인 무기거래상 단익삼(段益三)에게 개당 230원을 주고 구입했다. 일설에는 임시정부의 별동대인 구국모험단이 가지고 있던 것을 의열단에서 가져간 것이라고도 한다. 이때 입수한 폭탄과 총의 일부는 택배로 이병철에게 보낸 뒤 쌀가마니에 숨겨서 밀양으로 보낸다. 수수 5가마니에 각각 나눠서 넣고, 다른 20여 가마니에도 분산시킨 뒤에 부산진역전의 김영국 운송점으로 보내고, 마산역전의 배중세 미곡상과 밀양역전 김병환 미곡상에 배달하고 일부는 진영역전 강원석 미곡상의 창고에 각각 보관케 했다. 동지들은 당초 계획대로 입국에 성공하였다.

### 검거와 실패
계획이 지연되면서 1920년 5월 김원봉은 이종암을 국내로 보내고 혼자 상하이에 남게 되었다. 5월 초 원보상회에 들린 이종암은 2월 말에 이병철이 국내로 보낸 폭탄 3개가 김병환의 집에서 밀양경찰서 경찰관들에게 발각되어 압수당했다는 소식을 접한다. 1차 검거에도 뒤에 보낸 폭탄 13개와 권총 2정과 탄환 등은 발각되지 않았고 따라서 지장은 없으리라 믿고 국내로 잠입한다. 이종암이 국내에 진입하자 배중세는 나머지 폭탄과 총기를 김병환에게 넘겼고, 김병환은 총독부의 눈을 피해 강원석 미곡상과 진영억전 근처 창원군 동면 무점리 강상진의 집에 운반, 은닉시키고 조선총독부외 동양척식회사, 경성일보 등의 동태를 살피고 있었다.
김원봉은 이들과 전보와 전화로 비밀 교신을 하며 거사를 지휘했다. 그러나 1920년 6월 16일 곽재기, 이성우, 한봉근, 윤세주, 신철휴, 김기득 등 의열단의 간부 6명이 경성부 인사동에 있던 모 중국인 요리집 2층에서 거사를 논의하던 중, 경기도 경찰청 제3부의 김태석에게 매수당한 의열단원 배신자의 밀고로 모두 체포된다. 이들은 모두 재판에 회부되었고 징역 10년 가량의 형기를 받고 투옥당했다. 사건이 발각되자 김원봉은 자신이 지시한 것임을 언론에 발표하고 이로써 의열단의 존재가 알려지게 되었다.
그러나 발각되지 않은 폭탄들이 존재했고 이는 그해 말의 부산과 밀양에서 벌어질 거사용으로 사용된다. 재판이 진행되는 중 그는 검거되지 않은 다른 동지들과 연락하여 새로운 거사를 준비한다. 1920년 9월 14일 의열단원 박재혁은 부산경찰서 서장실에 폭탄을 던져 하시모토(橋本秀平) 서장을 살해하고 경찰서 직원들에게 중상을 입혔다. 12월 27일 밀양출신 의열단원 최수봉이 밀양경찰서에 폭탄을 투척했다.

### 부산경찰서 폭탄 투척 사건
6월 의열단원들의 체포 소식을 접한 김원봉은 싱가포르에 체류중이던 의열단원 박재혁을 급히 소환한다. 9월초 박재혁은 상하이로 왔다. 박재혁을 만난 김원봉은 그에게 동지들의 복수를 위해 바로 부산으로 가게 하였다.
"박 동지! 지금 부산으로 가서 부산경찰서장을 죽이고 오시오. 그 자를 죽이되 그냥 죽일 것이 아니라 누구의 손에 무슨 까닭으로, 왜 죽지 않으면 안되는 지를 깨닫도록 단단히 그의 죄를 밝힐 필요가 있소."
1920년 9월 초순 박재혁은 배편으로 부산항으로 갔다. 박재혁을 전송한 뒤로 그는 이 말 한마디가 살아서 돌아올 수도 있는 동지를 죽인 것은 아닌가 하며 오래 자책했다 한다. 박재혁은 일본 수송선을 타고 나가사키로 갔다. 여기서 시모노세키를 거쳐서 연락선으로 부산에 갈 생각이었으나 나가사키에 가서 보니 시모노세키를 거치지 않고도 쓰시마 섬의 이즈하라 항을 거쳐 부산항을 가는 배편이 있어서 바로 그 배편으로 부산항에 갔다. 박재혁은 입국 직전 그에게 편지 한통을 보냈다.
"어제 나가사키에 무사히 도착했습니다. 거래가 뜻대로 순조롭게 잘 되고 있으니 이것이 여러분들의 염려 덕택인가 합니다. 초가을 바다 바람에 몸과 마음이 모두 즐겁습니다. 많은 이득을 거둘수 있을 것 같습니다만, 다시는 당신의 모습을 볼수 없을 것만 같습니다. 1920년 9월 4일 와담 드림"
9월 13일 박재혁에게서 부산항 도착 소식을 접하였다. 박재혁은 가족들을 만난 뒤 14일 고서적 장수를 가장하여 골동품 수집이 취미인 부산경찰서장 하시모토를 면회요청하였다. 하시모토는 순순히 면회에 응했고 박재혁은 고서적을 꺼내는 척 하다가 폭탄을 꺼내 던졌다. 서장과 현장에 있던 순사들과 비서진 등이 그자리에서 중상을 입고, 서장은 부산의 병원으로 옮겨지던 중 죽었다. 나머지 순사들과 보조원들은 부상을 당하거나 불구가 되었다. 박재혁은 떠나지 않고 "나는 의열단원이다. 네놈들의 소행으로 이번에 우리 동지들이 구속되고 말할 수 없는 고초를 겪고 있다. 네놈들은 우리의 원수다. 죽어 마땅한 줄을 너희놈들도 잘 알고 있겠지"라고 외친 뒤 체포되었다.
박재혁은 체포후 유치장에 옮겨졌다가 부산지법에서 사형선고를 받고, 1921년 2월 14일 대구 복심법원에서 무기형을 언도받고 복역하다가, 고문 후유증, 폭탄 파편 등으로 인한 상처와 폐병으로 고통을 받던 중 단식으로 3월 12일에 옥사했다.

### 밀양경찰서 폭탄 투척 사건
1920년 9월 박재혁의 투탄 소식을 접한 의열단원 최수봉은 밀양경찰서에서 동지들을 많이 검거하였으므로 밀반입한 무기로 제2차 거사 계획을 세운다. 이어 12월에 밀양경찰서를 목표로 삼기로 하고 그에게 연락하였다. 1920년 12월 27일 월요일 아침 비밀리에 폭탄을 숨긴 뒤 밀양경찰서에 투척한다. 12월 27일 오전 9시 30분경 서장실에서 와타나베(度邊末次郞)가 순사 19명 등을 불러놓고 특별 순시를 할 때 최수봉은 창밖에서 수류탄을 던졌다. 이 중 한 발의 수류탄은 순사부장 조선인 남경오(南慶吾)에게 맞았으나 불발이었고, 한발의 폭탄은 경찰서 본관의 사무기구를 파괴했다.
최수봉은 도주하다가 근처의 지인인 황석(黃錫)의 집에 숨어있다가 25 cm 단도를 꺼내 자결하려고 배를 긋고 15cm를 그었으나 체포되었다. 바로 추격한 일본군에 의해 병원으로 후송된 뒤 치료, 1921년 4월 16일 대구복심법원 형사 2부에서 사형을 선고받고 항소, 경성고법에서는 5월 23일에 사형이 집행되어 1921년 7월 8일 사형이 집행되었다. 이 사건으로 의열단원 한봉인과 부단장 양건호, 그밖에 이수택, 고인덕, 이원경, 김상윤, 구영필(김상윤 이하 미체포) 등이 이미 투옥, 복역중이었으나 일본 경찰은 최수봉의 시신을 매장하려고 대기하던 청년들 수십여 명을 구속, 처벌하였다. 곳곳에서 의열단 색출로 여러 사람이 체포되자 김원봉은 부산경찰서 투탄과 밀양경찰서 투탄은 자신이 지시한 것임을 밝힌다.

### 조선총독부 투탄 사건
1920년 5월 만주 봉천(奉天)의 광성연초공사(廣成煙草公司)의 기계감독으로 일하던 김익상은 천진, 상해, 광동, 북경 등지를 떠돌아다니다가 우연찮게 김창숙의 소개로 베이징에서 김원봉을 만났다. 처음 만난 자리에서 김원봉은 그의 손을 잡고 이렇게 말했다. '자유는 우리의 힘과 피로 얻어지는 것이오. 결코 남의 힘으로 얻어지는 것이 아니오, 조선민족은 능히 적과 싸워 그들을 몰아낼 힘이 있소. 그러므로 우리는 앞장서서 민중을 각성시켜야 하오. 이것을 위해서 우리가 먼저 피를 흘려야 하는 것입니다.' 김익상은 눈을 크게 뜨고 그를 보았으나 특별히 웅변조로 말하는 것도 아니였고 또 용모가 남달리 뛰어나서 대하는 사람으로 하여금 무슨 위압을 느끼게 하는 그런 사람도 아니었다. 그저 평범한 얼굴이고 평범한 말씨였을 뿐, 낯을 붉히거나 음성을 높여하는 말도 아닌데도 깊이 감동하게 되었다. '우리가 먼저 피를 흘려야만 하겠다'는 약산의 말에 감동한 김익상은 바로 의열단에 가입하고 조선총독부 폭파계획에 스스로 자원하였다.
9월 10일 베이징을 출발, 일본어에 능했던 김익상은 학생복을 입고 일본인 학생으로 위장, 몸에는 폭탄과 권총이 각각 2개이며 폭탄 2개는 사타구니에 차고 나머지는 모두 트렁크 속에 숨겨두었다. 봉천과 안동을 거쳐 신의주로 들어오는 길이 일본경찰의 눈을 피해 열차안에서 만난 어린아이를 데리고 앉은 일본 여인에게 친숙하게 접근, 대학생 부부처럼 위장하여 무사히 국경을 넘어 서울역에 도착해서도 일본 여인의 어린아이를 안고 아빠처럼 행세하며 개찰구를 빠져 나와 무사히 경성으로 들어왔다. 정거장에서 일본 여인과 헤어져 바로 이태원에 살던 동생 김준상(金俊相)의 집에 가, 동생집에서 의탁하고 있던 아내 송씨를 만났다.
1921년 9월 12일 이날 9시경 김익상은 일본인 전기공으로 변장, 검은색 양복저고리에 흰 바지차림에 한쪽 어깨에 수리기구를 넣은 가방을 메고 진고개를 올라 전기공을 가장하여 총독부에 잠입, 비서실과 총독부 회계과에 폭탄을 던졌다. 비서과에 던진 폭탄은 불발이고, 회계과에 던진 폭탄은 사무실과 사무집기를 폭파시켰다. 김익상은 아수라장이 된 건물을 빠져나와 황금정(黃金町, 을지로4가)으로 빠져나와 전차를 타고 서대문과 창경원을 왕복하며 동정을 살피다가 다시 을지로 4가에 와서 일본인 목수들이 입는 '한땡'(はんてん)이라는 상의와 쫄바지 '모모히끼'(ももひき)를 사서 갈아입고 서빙고(西氷庫) 앞에서 전에 입던 검정 양복저고리와 흰 바지는 큰돌에 매달아 한강에 던진 뒤 새로산 한땡과 모모히끼로 일본인 목수로 위장, 강변길을 따라 용산 정거장에 가서 평양행 경의선 열차를 타고 출발했다. 김익상은 신의주에서 내려 압록강철교를 건너 1921년 9월 17일 베이징 정양문(正陽門)밖에 있던 김원봉과 동지들에게 돌아와 사건의 전말을 보고하였다.

### 국내 거사 미수 사건
1922년 겨울 김원봉은 의열단원 김상옥, 안홍한(安弘翰), 오복영(吳福泳) 등에게 폭탄, 권총, 실탄 등 무기를 휴대하여 국내에 잠입시켰다. 경성에 잡입한 이들은 국내에서 활동하던 의열단원 김상환(金相煥, 다른 이름 김응환(金應煥)), 김한(金翰) 등과 연락하며 거사의 기회를 노리고 있던 중에 갑자기 종로경찰서 사건이 발생하여 취소하게 된다. 김상옥은 다시 1923년 1월 기회를 봐서 사이토 마코토 총독을 저격하려다가 실패한다.

### 종로경찰서 투탄 사건
1923년 1월 12일 오후 8시경 김상옥과 김상환 등은 각각 종로경찰서에 폭탄을 던졌다. 종로경찰서를 크게 파괴하지는 못했지만 일본경찰에서는 현장에 있던 김상옥을 유력 용의자로 보고 추격, 시가지에서 총격전(銃擊戰)이 벌어졌다.
1월 17일 김상옥은 총독 사이토가 일본으로 간다는 보도가 있어서 전에 사이토를 죽이려다 뜻을 이루지 못하여 혼자 해치우려고 남대문역(현재의 경성역)에 나갔다가 시간이 맞지 않아 실패하고 돌아왔다. 그러나 일본 경찰의 추격을 받았다. 은신처까지 따라온 일본 경찰을 상대, 종로서 형사 다무라(田村長七)를 맞춘 뒤 추격하는 종로경찰서 이마세(今瀨太郞) 경부와 동대문서 우메다(梅田) 경부에게 중상을 입히고 맨발로 남산으로 도주 눈쌓인 남산을 넘어 왕십리로 빠져나온 김상옥은 안정사(安靜寺)라는 절로 달아났다. 달아나면서 적의 추격을 혼란스럽게 할 목적으로 일부러 짚신을 거꾸로 신고 뛰기도 했는데 안정사 스님에게는 도박을 하다가 경관에게 쫓기는 사람이라고 속이고 다음날 아침밥을 얻어 먹을 수 있었다.
배를 채운 뒤에는 피신처를 찾다가 동대문안 효제동 73번지에 있는 전부터 교회관계 일로 잘 알고 지내던 여자친구인 이혜수(李惠秀)의 집으로 찾아 들어가 몸을 숨겼다. 그러나 이혜수의 집을 수색하던 중 이혜수의 여동생 이요안이 그가 은신한 방문을 열어주었다. 김상옥은 도피하다가 다른 집으로 피신했으나 쫓아온 경찰들과 교전 중 사망했다. 이 일로 김상옥과 친분이 있던 전우진(全宇鎭), 안홍한(安弘翰), 김한(金翰, 의열단원), 이혜수(李惠秀, 김상옥의 여자친구), 서병두(徐丙斗), 정설교(鄭卨敎, 중학생), 신화수(申華秀, 불교대학생), 윤익중(尹益重, 동아일보 홍성지국장) 등이 체포되었다.

### 의열단의 쇠퇴
이종암은 밀양폭탄 사건 때 의열단원이였던 구 모의 밀고 때문에 거사 직전에 단원들이 일망타진된 적이 있어서 사람을 시켜 구 모를 제거하였다. 그러나 이 때에도 배후에서 왜경들에게 연락해 준 자가 있었기 때문에 이종암을 비롯하여 모두 12명이 안타깝게도 체포되어 버리고 말았다. 이 일로 의열단의 활동에 타격을 받게 되었다.
1924년 사회주의운동과 노동대중운동이 급격히 성장하는 추세에 편성하여 의열단 고위 간부 출신으로 국내 서울청년회의 유력한 성원이였다가 상해에 들어와 ¨청년동맹회를 결성한 윤자영(尹滋英)에게 많은 젊은이들이 찾아갔고, 윤자영 등은 그의 노선을 비판하였으며 및 단원의 이탈과 자금의 부족으로 생활마져 궁핍한 지경에 다달아 의열단의 활동은 점차 쇠퇴하게 되었다. 1925년 2월에는 김원봉이 2월 20일과 21일 동아일보를 통해 사회주의자들을 비판하는 내용의 글을 실었다가 일부 문제가 되었다.
이후 의열단의 소수의 의열투쟁에 한계를 보이면서 그는 새로운 대책을 찾게 된다. 조선총독부 및 일제 요인 암살과 기관 파괴등 무장 항일투쟁에서 벗어나 좀 더 조직적으로 군사조직등 발전적 전략을 갖출 수 있도록 보다 더 조직적인 무장 항일투쟁을 위해서 장제스가 교장으로 있었고 국민당이 만든 광저우 황푸군관학교에 입교를 결심, 1926년 봄에 김원봉은 손두환, 김성숙과 함께 장개석 교장을 찾아가서 조선인 학도 병사의 중국군 사관학교 편입을 청하여 수락을 얻었다. 동시에 재학 중의 학비까지 전원 학교측에서 지급받도록 했다.

### 의열단의 해체
1926년 1월 광주에 집결한 의열단원들을 소집, 총회를 개최하고 해산을 선언한다. 유자명(柳子明)을 비롯한 일부의 맹렬한 반대도 있었지만 약산은 그 준비단계로 결사적인 항일 군대를 편성하기로 마음먹고 민중을 무장시키기 전에 우선 자기 자신부터 무장하리라 생각하고 의열단 단장이라는 막중한 직책에 연연하지 않고 일개 생도로서 군관학교에 입학하여 군사교육을 받겠다고 선언했다.
그의 이러한 결단에 대해서 제일 반대의사를 보인 사람이 있었으니 그가 바로 밀양 하남출신의 김상윤(金相潤:일명 金玉)이다. 김상윤과 그의 동화학교에서 동문으로 의열단 창단멤버의 한 사람이요, 황상규, 곽재기, 윤세주, 이성우 등과 함께 밀양폭탄사건에 자금책으로 참가하였다가 동지들이 검거된 뒤 경계망을 뚫고 중국으로 되돌아온 사람으로, 그의 능력과 명성을 누구보다도 아끼고 존경하는 마음에서 지금에 와서 그가 일개 군관학교 생도로 들어간다는 것은 조국의 독립을 염원하는 국내외의 모든 동포들에게 기대를 져버리는 일이 될 것이라고 극력 만류하였다.
김원봉은 그에게 군관학교를 졸업하고 다시 의열단 활동을 하자며 설득한다. 그러나 훗날 군관학교를 나온 약산은 김상윤의 간절한 소원을 들어주려 하지도 않고 동지들과 더불어 바로 북벌에 참가해 버리는 바람에 이를 비관한 김상윤은 복건성 천주에 있는 설봉사로 들어가 머리를 깍고 중이 되었다. 이때 해체된 의열단 단원들은 각자 자기 길을 가기로 하고 그를 최종적으로 따른 이는 24명이었다.

### 황포군관학교 재학 시절
의열단의 소수의 의열투쟁에 한계에 도달되자 1926년 황푸 군관학교에 4기로 입학하였다. 군관학교 제1군단 제5연대에서는 특히 삼민주의역행사(일명:藍衣社)서기가 되어 훗날 임정 시절의 김원봉을 적극 도왔던 중국인 등걸도 있었고 또한 교장 장졔스, 정치부 부주임 저우 언라이 등을 만나 친분관계를 형성한다. 이곳에서 그는 일제 밀정들의 감시를 피하기 위하여 '최림'(崔林)이라는 가명을 쓰고, 군관학교에서 강도 높은 훈련 등 소화하고 지식 및 공산주의 사상을 바탕으로 조선공산당재건동맹, 조선민족혁명당을 조직하여 활동했다.

### 중국군 장교 복무
1926년 10월 졸업과 동시에 국민혁명군 소위로 임관되어 황포 군관학교 군관단에 배속되었다.
그와 그를 따르던 의열단원들은 국민당 장교신분으로 제1차 국공합작에 참여해 국민혁명(북벌)에도 가담하였다.1927년 8월 김원봉은 저우언라이, 주더 등이 지도한 중국공산당의 출범을 이루어낸 난창봉기에 참여하여 활동했다.
또한 광저우에 모여든 청년층 활동가들을 정파·출신에 관계없이 통괄 대표하는 유오한국청년혁명동지회(留奧韓國革命同志會)를 조직했고, 우창(武昌)에서도 외곽단체로서 우창한국청년회를 조직했다.

### 민족유일당 운동
일제에 대항하기 위해서는 연대가 필요함을 인식한 그는 독립운동 단체 간 단결을 역설한다. 1926년 가을 김원봉은 총회를 열어 혁명정당을 세워 운동해야 한다는 인식하에 의열단을 1935년 7월 민족혁명당을 개편했다. 이어 민족주의적 강령과 정책을 채택하고 김원봉을 당수로, 김성숙·오성륜 등을 중앙위원으로 선출했다.
민족혁명당은 중앙집행위원회를 광저우에 두고 활동했으나, 1927년 국공분열로 체제를 갖추기도 전에 유명무실해져 다시 의열단으로 환원되었다. 1927년 4월 김원봉은 상해에서 광동혁명청년회, 무창혁명청년회, 북경혁명청년회, 상해한인청년회대표를 모아 한국독립과 세계혁명의 이론과 실제적 전술을 토의 연구하고 그 실현을 기하기 위해 중국본부 한국청년동맹을 결성하였으나 국공분열로 인한 여파로 쉽게 해체되었다.

### 조선의용대 조직
1937년 조선총독부의 정보기관 보고에 의하면 김원봉은 자신의 자동차를 보유하고 있었으며 임시정부보다는 장쉐량 일파에게 더 많은 자금을 받고 있었다고 보고하였다. 1937년 7월 10일, 중화민국 정부의 초청으로 피서지이자 중국 고관들의 회의 장소인 난징 서쪽의 루산(蘆山)에 초대되었다. 루산에는 김구 등이 와 있었다. 초대에서 중국 정부측 대표자는 일본을 상대로 통일전선을 결성해야 한다고 설득하였다. 귀환하기 전 중국 정부 대표자로부터 자금을 지원받았다. 1938년 10월 1일에는 조선의용대를 결성하고 대장이 됐다.
조선의용대는 중일전쟁 이후 창설된 한인 부대로써 최고 대장은 약산 김원봉이었고, 창설시기 총 대원수는 97명이었다. 1938년 11월과 1939년 1월에 김원봉은 중국 국민당의 장제스와 임시정부의 백범 김구를 두 사람의 연합을 요구하면서 연합전선을 구축하고자 했다. 이것은 1937년 중일전쟁이 본격화 되면서 전개된 제2차 국공합작의 연장선상이었다. 약산 김원봉이 이끄는 조선의용대는 항일전을 치르는 전방에서 대적선전공작과 유격전을 전개하고자 했고. 실제로 그러한 선전적 그리고 군사적 활동을 전개했다.
조선의용대는 엄밀히 따지자면 전투부대가 아니었다. 이들이 일차적으로 맡은 임무는 대적선전공작이었다. 이것은 일본군 병사들에게 반전과 염전의 정서를 주입하고 사기를 저하시켜 투항을 유도하는 작전이었으며, 일본군에 강제로 끌려온 조선청년들을 독립군 쪽으로 끌어오는 역할이었다. 이들은 주로 일본군 주둔지역 주민들에게 국제정세와 일본군의 만행에 대한 강연을 하고 창가를 가르쳐 반일분위기를 고취시키기도 했고, 일본어와 중국어로 된 소책자와 전단·삐라 등을 수십만 장씩 만들어 살포하고 일본군이 투항할 때 쓸 신변보호용 통행증을 만들어 배포하기도 했다. 물론 이들이 선전활동만 했던 것은 아니다. 이들 또한 중국군과 합동하여 일본군에 대한 기습 공격을 감행하기도 했다. 대표적으로 1940년 3월 23일에는 매복전에서 일본군 탱크 2대와 차량 8대를 파괴하고 적군 30명 이상을 사살하는 전과를 올리기도 했었다. 즉 이러한 유격전을 통해 일본군에게 군사적인 타격을 가했었다.

### 대한민국 임시정부 합류
1942년 김원봉은 한국 광복군 부사령관이 되었다. 1942년 7월 중국 화북에서 조선독립동맹이 창설되자, 민족혁명당과 의용대의 대원들 일부는 김원봉의 곁에서 이탈하여 독립동맹으로 건너갔다. 1943년 박차정은 총상 후유증으로 사망하였다.

광복 후 독립운동가이자 부인 박차정의 유해를 밀양에 안장하는 김원봉.

1944년 장준하를 영입하려 했으나, 거부당했다. 장준하는 '그가 미인계를 써서 현혹시키려 했다'고 비판하였다. 

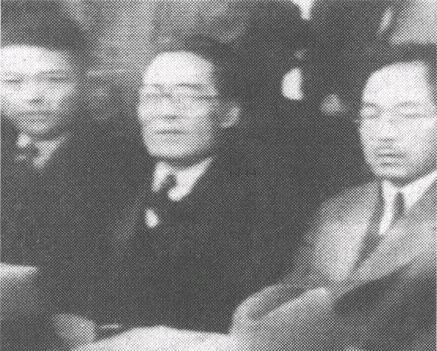
제1차 미소공위 환영 시민대회 집회에서. 왼쪽부터 김원봉, 허헌, 박헌영.

한편 김원봉은 조선의용대를 탈퇴하고 연안으로 떠난 동지들과 꾸준히 연락하였다. 이에 이범석은 '김원봉 일파는 자기세력 확충에 혈안이 되어 옌안(延安)과 내통을 하고 있다'고 비판하였다.

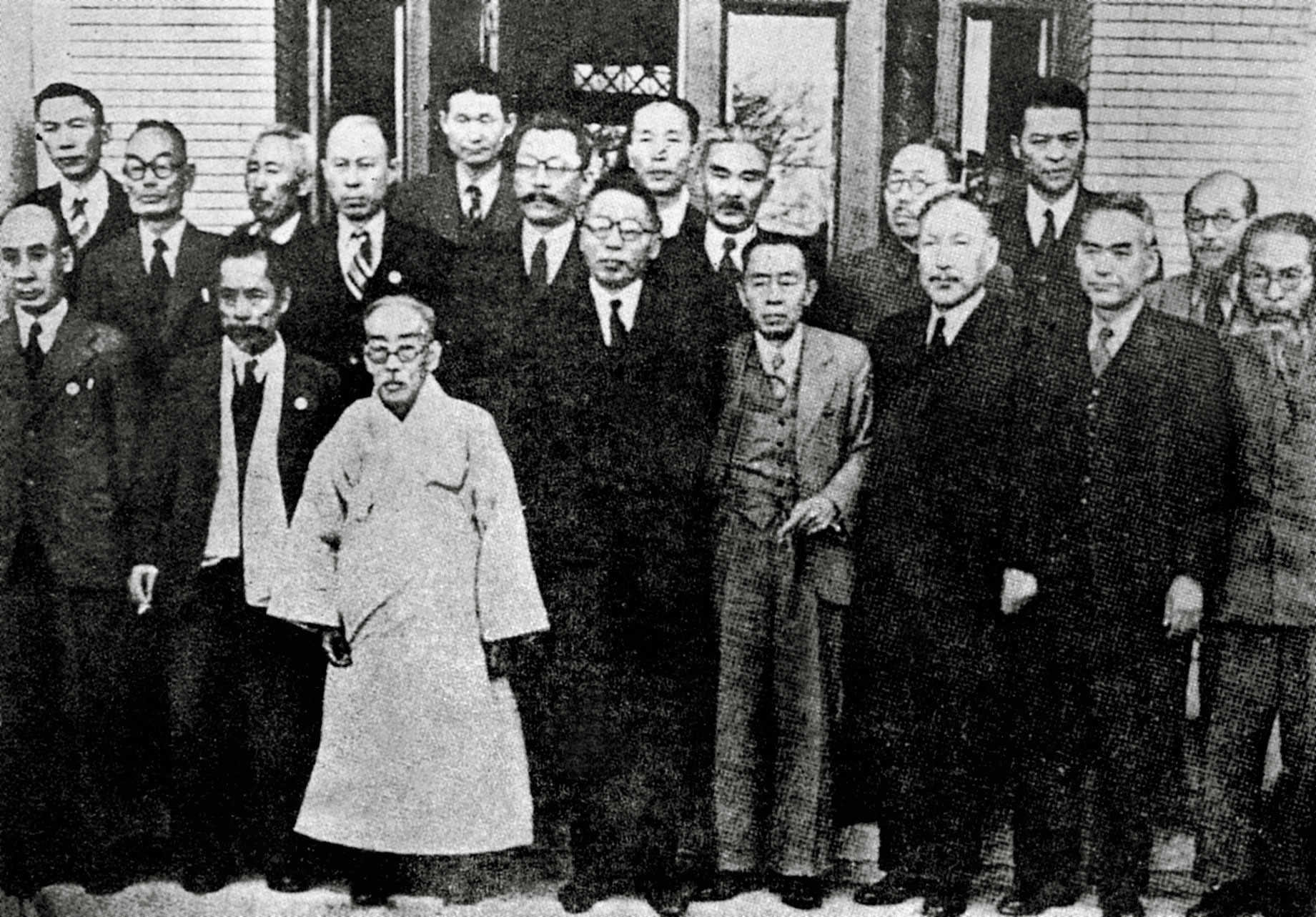
1945년 12월 3일. 임시정부요인 귀국기념 사진.

1945년 1월 민혁당 중앙감찰위원장이었던 우강 최석순의 맏딸 최동옥(崔東玉)과 결혼하였다. 그리 하여 아들 김중근(金重根)을 낳았다.

### 광복 후 귀국
1945년 12월 3일 임시정부 요인들과 함께 제2진으로 귀국하였다. 1945년 9월 8일 여운형 등을 중심으로 한 조선인민공화국의 군사부장으로 선임되었다. 그러나 조선인민공화국은 임시정부와 함께 미군정에 의해 부정되어 해산되었다. 1946년 2월 조선공산당이 좌익 단결을 위해 민주주의민족전선을 결성했는데, 김원봉은 2월 14일 민주주의민족전선 중앙위원 및 5명의 공동의장에 선출되어 추대되어 활동하였다.
1946년 7월 19일 김원봉은 좌우합작을 지지하며 여운형을 도왔다. 1946년 7월 22일 박헌영이 민전 협의회 석상에서 좌우합작에 반대하며 5개항을 제시했다. 민전 회의에서 좌우합작에 참여 여부는 표결로 결정되었다. 박헌영은 다수결에서 패배하자 5개항을 지지할 경우 합작을 지지하겠다고 제의했다. 그러나 김원봉은 여운형과 함께, 박헌영의 5개항에 반대하고 나섰다. 이들은 5개항 가운데 토지몰수 조항이나 행정권을 인민위원회에 이양하는 조항, 입법기구 수립 반대 조항은 곧 합작 반대로 비춰질 수 있으며 우익 측에서도 도저히 받아들일 수 없는 것이라며 수정을 요구했다. 그러나 박헌영은 이를 듣지 않고 단독으로 5개항을 발표했다.
1947년 7월 좌우합작운동을 주도했던 여운형이 암살되자, 7월 25일 '광명일보', '노력인민' 등 좌익 계열의 신문들에 '여운형의 유지를 받들어 미소공위를 성공시키자'고 호소했다.
1948년 4월 남북협상 때 김구, 김규식, 박헌영, 리극로 등과 함께 남한 측 정치단체 대표의 한 사람으로 협상에 참여하였고, 그대로 북한에 남았다. 다만 월북 이전에 김원봉은 자신이 중경에서 활동할 때에 비서를 지냈던 사마로(司馬路)에게 '북조선은 그리 가고 싶지 않은 곳이지만 남한 지역의 정세가 너무 나쁘고 심지어 나를 위협하여 살 수가 없다'는 편지를 보내며 자신의 월북이 어쩔 수 없었음을 피력하기도 했다.

### 월북 후 행적
1948년 6월 29일부터 7월 5일까지 제2차 전조선 제정당사회단체 대표자 연석회의를 다시 개최하자 참여, 8월 25일 북쪽에서도 총선거를 실시할 것을 결의하였다. 그해 8월 북조선 최고인민회의 제1기 대의원이 되었고, 9월 조선민주주의인민공화국 정부 수립에 참여하여 내각 국가검열상이 되었다.
김일성이 한국 전쟁을 일으키려 하자, 김원봉은 전쟁을 반대하였다. 남침하여 두 달의 빠른 시간 안에 점령할 병력이 충분치 않아 미군이 참전할 것이고 남북이 서로 이득없이 수많은 사람이 희생당할 것이라는 조언을 했으나 김일성은 듣지 않았고, 결국 전쟁이 발발하여 김원봉의 형제 4명과 사촌동생 5명이 월북자의 가족이라는 이유로 대한민국 국군에 의해 총살당했다. 그의 아버지 김주익은 외딴 곳에 유폐되었다가 굶어 죽었다. 그 과정에서 동생 김봉철, 김학봉만이 살아남았다.
한국 전쟁 당시 군사위원회 평안북도 전권대표로서 후방에서 북한군의 군량미를 생산하는 일에 기여하여 1952년 3월 19일 '조국해방전쟁(한국 전쟁)에서 공훈을 세운 정권기관 지도일꾼'이라며 조선민주주의인민공화국 정부로부터 노력훈장을 수여받았다. 5월에는 국가검열상에서 해임되고 내각 노동상으로 임명되었다. 1957년 8월 최고인민회의 제2기 대의원에 선출되어 상임위원회 부위원장에 선출되었다.
1954년 1월 25일 남파 간첩단 4명이 체포되었는데, 조사 결과 이들은 김원봉의 직접 지휘 아래 대한민국의 경제 혼란 및 선거 방해를 목적으로 남파된 것으로 밝혀졌다. 이들은 한국 전쟁 당시 활동했다고 한다. 조국통일민주주의전선의 중앙위원 및 중앙위원회 상무위원직을 맡았으나 1956년 실각했다. 1958년 자신의 환갑을 기념하여 조선민주주의인민공화국 정부로부터 또 한 번 노력훈장을 수여받았다. 1958년 10월 최고인민회의 상무위원 부위원장직에서 해임되었다.
이후의 생애에 대해서는 알려진 바 없다. 1964년 대한민국으로 탈북한 조선로동당 자강도당선전부장을 지낸 김남식은 김일성 김영주 형제의 반 김일성 숙청에서 김원봉도 이 시기에 학살당했다고 말했다.

## 사건

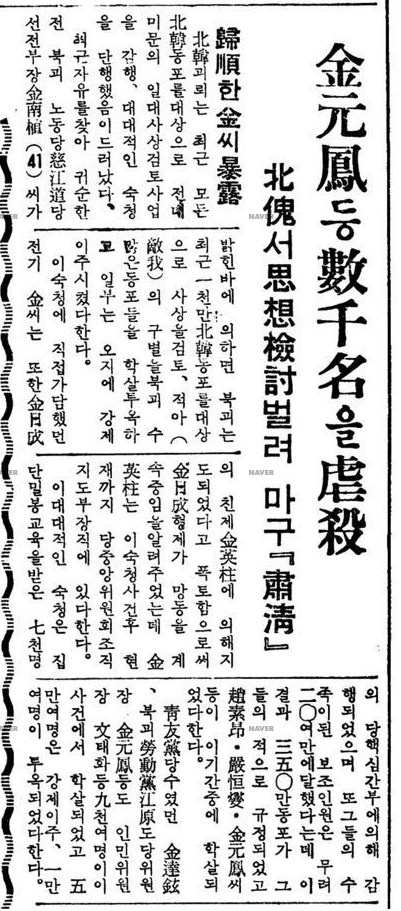
김원봉 등 수천 명이 학살되었다는 동아일보 1964년 1월 29일자 보도. 조소앙(趙素昻), 엄항섭(嚴恒燮), 청우당(靑友黨) 당수 김달현(金達鉉) 등도 학살되었다고 하였다.

### 월북

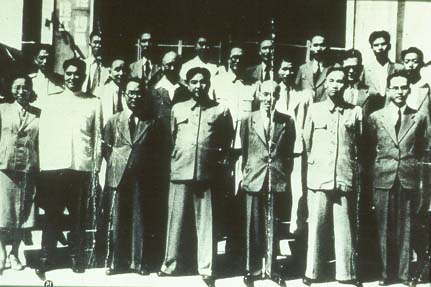
1948년 9월. 조선민주주의인민공화국 초대 내각, 김원봉(뒷줄 오른쪽에서 두 번째 선글라스를 낀 사람).

김원봉은 1948년 4월 월북하였는데, 그의 월북에 대해서 김삼웅 전 독립기념관장을 비롯해 진보성향의 인물들은 친일파들의 탄압에 못이겨 월북하였다고 주장하기도 한다. 한편, 상해에서 김원봉과 대면한 황용주 전 사장은 김원봉의 월북에 대해 "민전이 흐지부지되고 좌우합작이 실패한 데 대한 실망에다 자기를 따르던 단원들이 거의 북쪽으로 돌아서 버린 점에 따른 동요 등이 복합적으로 작용했던 것으로 보이며 또 약산은 북행하기 전 박헌영을 자주 만나는 눈치였다며 아마 그의 북행에는 박헌영의 끈질긴 권유도 크게 작용했을 것"이라고 추측했다.

### 숙청
김일성은 8월 종파 사건을 계기로 김일성 독재 체제를 확립하기 위하여 김일성파를 제외한 당시 북조선 체제 내의 마르크스주의, 민족주의 계열 인사 등을 숙청하기 시작했다.
김일성은 1958년 2월 8일 조선인민군 제234군부대 현지지도 중 <조선인민군은 항일무장투쟁의 계승자이다>라는 연설에서 '항일'의 최종 목표에 대하여 규정하며 김원봉 및 기타 민족주의 계열 인사들을 반체제적 인사로 규정하였다.
| “ | «의병대»라든지, «조선독립군»이라든지, «의열단»이라든지 하는 것들이 있었지만 이것은 순전히 민족주의적인 군대였으며 지주, 자산계급의 리익을 옹호하는 군대였습니다. | ” |

북한의 김일성 정권은 1955년부터 자신의 체제를 정당화하기 위한 핵심적인 정치 담론으로 조선민주주의인민공화국 건국 초기 강조되었던 민주주의를 폐기하고 스탈린 독재 방식으로 왜곡된 사회주의 담론을 유포시켰다. 북조선이 사회주의 노선으로 전진해나간다고 규정함으로 인하여 김원봉과 같은 민족주의계열 항일 인사들은 실각되어 영향력을 잃게 되었다.
김원봉은 1956년 8월 종파 사건을 계기로 조국통일민주주의전선 중앙위원 및 중앙위원회 상무위원직에서 해임되었고, 1958년 10월 최고인민회의 상무위원 부위원장직에서 해임되어 모든 정치적 지위를 상실했다. 그 이후 탈북을 시도했지만 결국 체포되고 만다.

## 연표
- 1898년 경남 밀양 출생
- 1911년 일장기를 변소에 버린 사건으로 밀양공립보통학교 자퇴
- 1911년 동화학교에 편입학
- 1912년 표충사에서 수도하면서 독학
- 1913년 서울 중앙학교에 편입학.
- 1916년 중국 천진 덕화학당 입학
- 1918년 남경 금릉대학 입학
- 1919년 만주로 가서 신흥무관학교 입학했다가 자퇴하고 길림에서 의열단 창단
- 1923년 단재에게 ‘조선혁명선언’ 집필 부탁
- 1926년 의열단원 나석주 식산은행과 동양척식회사에 폭탄 투척
- 1927년 중국공산당 남창 봉기 참가
- 1931년 박차정과 결혼
- 1938년 조선의용대 창설하고 대장에 취임
- 1942년 조선의용대 화북지대가 조선의용군으로 개편
- 1944년 임시정부 군무부장 취임, 아내 박차정 사망
- 1945년 봄 최동선과 재혼
- 1945년 9월 중국 체제 중 건준 임시내각 군사부장 취임
- 1947년 수도경찰청 수사국장 노덕술에게 체포, 고문당함. 고문의 고통보다는 심리적 치욕을 느꼈다.
- 1948년 월북, 남북연석회의 축사 및 사회, 협상 종료후 남한으로 귀환 거부.
- 1948년 9월 내각 국가검열상 취임
- 1952년 내각 노동상 취임
- 1958년 회갑을 맞아 훈장을 받고, 10월에 숙청

## 인물평
운암 김성숙은 그를 가리켜 '약산은 좋은 사람이요, 능력은 별로 없는 사람이지만 사람은 굉장히 좋아요. 혁명 지조가 있는 사람이고, 그러나 학식은 없다. 또 그를 가리켜 '굉장한 정열의 소유자였습니다. 동지들에 대해서도 굉장히 뜨거운 사람이었지요. 그는 자기가 만난 사람을 설복시키고 설득시켜 자기의 동지로 만들겠다고 결심하면 며칠을 두고 싸워서라도 모든 정열을 쏟아서 뜻을 이뤘지요. 그렇기 때문에 동지들이 죽는 곳에 뛰어들기를 겁내지 않았던 것이 아닙니까? 그만큼 남으로 하여금 의욕을 내게 하는 사람이었습니다. 그것이 김원봉의 가장 큰 능력이었습니다.'라고 평하였다.
김원봉은 베이징과 텐진, 상하이를 오가며 의열단 등의 활동을 지도, 지휘하였다. 그는 냉정한 성격이었고, 개인주의적이었다. 아리랑의 김산에 의하면 '그는 냉정하고 두려움을 모르는 고전적인 유형의 테러리스트였으며 개인주의적인 사람이었다'고 한다. 다른 사람들은 잘 어울려 다녔지만 청년기 이후의 김원봉은 김약수, 이여성, 김두봉 등 소수를 제외하고는 별로 친하게 어울리지 않았다.
의열단의 동지였던 김성숙과 조선의용대원 김학철, 최재 등의 증언에 의하면 그는 굉장한 정열의 소유자였고 동지들에 대해서는 신뢰를 저버리지 않는 사람이라 한다. 그는 말을 할 때 목청을 높이지 않고 차분하게 말하였으며, 낯을 붉히거나 음성을 높이지는 않았지만 듣는 사람에게 와닿는 말을 하였고, 담담한 가운데 듣는 사람으로 하여금 열정을 느끼게 했다 한다.

## 논란과 의혹

### 부인의 성병 사망 논란
그는 언제나 조용히 지냈고 운동에도 잘 참여하지 않았으며 주로 혼자 사색하였다. 김산이나 김성숙 등에 의하면 그는 대부분 거의 말이 없었고 웃는 법이 없었으며, 도서관에서 주로 독서를 하거나 홀로 사색을 하며 시간을 보냈다고 한다. 또한 그는 미남형인데다가 깔끔한 외모를 가졌기 때문에 여러 아가씨들이 그를 좋아하였지만 그는 아가씨들을 멀리하였다.
그가 화류계에 자주 출입했다는 증언도 있다. 정화암은 그가 화류계에 출입했고 이때 얻은 병 때문에 아내가 죽었다고 증언하였다.
정화암에 의하면 '영웅호색이라고, 김원봉이가 원래 호색을 했거든요. 그래서 화류병에 만신창이였지요. 그래서 그 부인(첫 번째 아내)이 완전히 성병으로 세상을 떠나게 됩니다. 김두봉의 조카딸(박차정)도 마찬가지입니다." 라고 증언하였다.
장준하는 그가 젊은이들에게 술을 사서 먹이거나 미인계를 쓰기도 했다고 하였다.

### 공산주의자 논란
장준하는 '그를 판에 박힌 공산분자의 한 사람이었다', '공산당 노선'이라고 지적했고, 평소 김원봉에게 적개심을 갖고 있던 민필호는 '교활한 공산주의자'라고 비난하였다. 또한 장준하는 '김원봉은 그때 이미 공산당 노선을 취하고 있었으며, 지금은 이북에 있다.'고 평했다.
김구는 이승만에게 보낸 편지에서 김원봉을 다음과 같이 생각하였다.
| “ | ··· 근일 소위 조선의용대에는 큰 변화가 생겼습니다. 1, 2, 3대 전부가 적국(敵國) 후진을 치러 간다고 중국 정치부를 속이고 전부 팔로군으로 달아났습니다. 공산(共産)되기 싫은 대원들은 성명서를 돌리고 광복군으로 돌아왔습니다. 김원봉부터 민족주의자라고 떠들고 중국 당국을 속이다 지금은 엄밀 조사를 당하고 체포, 감금될지도 모르므로 묘계(妙計)를 내어 임시정부와 독립에 무조건 통일한다고 주장한다고 합니다. 그 내용에는 의정원(議政院)으로 돌아와서 다수로 소수를 합법적으로 해결하자는 것이 상책이요, 만일 임시정부가 거절하면 한족연합회의 결의를 무시하기로 미주 동포에 선전하여 독립금을 임시정부에 납입치 못하게 운동하자는 것이 중책(中策)이며, 그도 안되면 팔로군으로 간다는 것입니다. | ” |

독립운동가 민필호는 그를 '교활한 공산주의자'라고 비난하였다. 장준하는 김원봉이 민족혁명당, 임시정부에 참여하려는 의도도 의심했다. 아마 연립정부 내각에 참여하기 위해서 조선민족혁명당을 조직했던 것 같다고 했다. 의열단 단장 김원봉은 러시아 정부와 선전비와 관련한 교섭을 진행 중이며, 이달 중으로 선전비의 일부를 러시아 정부로부터 받을 가능성이 있다고 일본 측에 알려진 전력도 있다.
우사 김규식은 그가 공산주의자는 아니라고 하였다. 우사 김규식의 측근 이었던 강원룡 목사는 이 문제에 대해서 김규식에게 직접 물어 본 일이 있는데 , 김규식은 김원봉을 마르크스주의자로 보지 않았고 다소 진보적인─약간 좌경한 민족주의자로 규정 하였다고 한다. 철이 없어 공산주의가 무엇 인지도 모르고 공연히 환상을 가지고 잘못 끌려 들어간 사람이라고 규정하였다고 한다.

### 일본군 출신 이간질 논란
일본군을 처음 탈출한 장준하 일행이 그의 포섭 노력을 거절하자 그는 이들을 끌어들이기 위해 노력했다. 그런데 장준하는 그가 동지들을 이간질하려고 했다는 의혹을 제기했다. 그러나 김원봉은 계속 사람을 보내 이들을 설득하려 했는데, 장준하는 김원봉이 일본군 탈영병, 학도병 무리 사이에 이간질을 획책했다고 한다. 장준하는 '김약산의 부하로 파견된 분견대장의 설득공작이 실패한 것을 알아차린 그들은 곧 우리에게 이간공작을 시작했다는 것이다.
또한 장준하는 1945년 광복 직후에도 그가 이간질을 획책했다는 의혹을 제기했다. 광복군 대원들의 무지와 행패가 계속될 때 그가 이를 이용하려 했다는 것이다. '일본군 출신 부대로 하여금 임정이나 광복군에 대한 불신을 부채질하면서 그 어부지리를 노리는 김원봉의 계산이었다'고 했다. 광복군 편입을 거절하고 버티던 일본군 출신 부대의 책임자 격으로 있던 황모에게 김원봉이 직접 이소민을 파견, 광복군 제1지대로 끌어들일 공작을 했다는 것이다.
또한 장준하는 '김원봉이 열심히 임정과 광복군에 대한 불신작용을 일본군 출신 부대에 가했다.'고 진술했다.

### 암살과 강등 의혹
그의 최후에 관해서 여러 가지 설은 있다. 일본인 학자 가지무라 히데키(梶村秀樹)는 '명예로운 은퇴를 했다'고 했고, 다른 설에 의하면 1958년 11월에 총살당했다고 한다. 대한민국에 간첩으로 남파되어 활동하다 전향한 소정자 등은 '강등되어 지방에 배치되었다'고 하였다. 또한 1958년 11월 임정 파벌과 중국계열, 소련파 숙청의 틈바구니에서 '국제간첩' 혐의로 투옥후 처형 되었다는 설이 있다.
조선의용대원 출신 김학철은 자살설을 제기했다. 그에 의하면 김원봉에게 국제간첩 혐의를 뒤집어씌운 것은 사실이며, 혹자는 약산이 대동강에 투신하였다고도 하지만, 자신이 알고 있기로는 체포된 뒤 감옥에서 자살하였다고 한다.

### 황포탄 오발 사고
1922년 말 새로운 구상을 하고 있던 김원봉은 우연히 일본 제국 육군대장 다나카 기이치가 상하이에 올 것이라는 정보를 입수했다. 그냥 넘어갈 사항이 아니라고 판단한 김원봉은 즉시 상하이에 머물고 있는 동지들을 소집하여 다나카를 암살할 방안을 구하였다. 동시에 의열단의 활동에 있어 자금 부족과 단원들의 생계 문제와 무기 구매 문제를 논의했다. 다나까 암살 작전에 김익상, 오성륜(吳成崙), 이종암은 서로 자신이 가겠다고 자원했고 그는 오성륜을 보내려고 했으나 다른 두 명이 양보하지 않아 모두 보냈다. 내심적으로는 오성륜을 보내고 싶었으나 이종암과 김익상 두 동지가 절대로 양보를 하지 않겠다고 하니 약산은 마침내 세 동지 모두를 이번 거사에 내 보내기로 작정하였다.
"김익상 동지와 이종암 동지는 이미 국내에서 활약이 컸소. 그러니 이번일은 오성륜 동지가 선두에 서면 어떠하겠는가 생각하는데. ...(이하 중략) ... 첫 번째로 오성륜 동지는 상해에서, 두 번째로 김익상 동지는 남경에서, 세 번째로 이종암 동지가 천진에서 결행을 한다면 그놈이 무슨 재주로 우리들의 총구를 빠져나가겠소"라고 약산이 말했다. 그의 제안이 그럴 듯 하였으나 김익상과 이종암이 서로 먼저 상해를 맡겠다고 우기는 통에 한동안 왈가왈부 하다가 결국엔 약산의 안을 따르기로 하고 사용할 무기와 복장 등을 점검하며 거사 일자만 기다리고 있다가 갑자기 일정이 변경되었다는 신문기사를 접했다. 다나카가 상하이에 오기는 오는데 당초 예정된 대로 3월 28일 오후 3시 30분에 왔다가 남경과 천진, 북경은 들르지 않고 바로 일본으로 돌아간다는 것이었다.
다시 동지들을 모아 논란 끝에 순서는 그대로 하되 거사 장소만 바꾸었다. 오성륜은 배에서 내려 부두로 걸어 나올 때, 김익상은 부두에서 나와 자동차에 오르려 할 때, 그리고 이종암은 격려의 의미로 따라 갔다가 적당한 기회에 거사하기로 했다. 그러나 3월 28일 오전 뉴스에서 다나카의 방문계획이 약간 변경되었다는 보도가 나왔는데, 부두로 오지 않고 배가 상해 황포탄 세관앞 공공마두로 온다는 것이다.
1922년 3월 28일 오성륜, 김익상, 이종암 세 사람은 저마다 정해둔 자리에 은신, 배가 도착하여 부두 사이에 잔교(棧橋)가 걸쳐지고 승객들이 차례로 상륙했다. 이들은 잔교를 내려오고 있는 사람들을 일일이 지켜보던 이들 중 오성륜은 군중들 틈에 끼여 서서 군복을 입은 다나카를 찾아 권총 세 발을 쏘았으나 뒤에서 빨리 뛰어나오던 브라질계 미국인 부인이 맞고 절명했다. 오발 사고 직후 김익상은 맞지 않았다고 소리쳤으나 오성륜은 흥분하여 조선독립만세를 외쳤다. 김익상은 뛰어가는 다나카를 저격했으나 모자에 구멍이 났고, 수류탄을 던졌으나 안전핀을 뽑지 않고 던져서 맞추지 못했다. 폭탄은 배 카리슬 호의 승무원이 몽둥이로 쳐서 바다로 밀어넣었다. 이들은 한구로 방향으로 도망치던 중 교차로를 건널 때 누군가를 향해 한 발을 발사했다. 이들은 규강로를 질주하다가 다시 한구로로 도망쳤는데 사천로에서 군중들이 추적하자 다시 남쪽으로 달아나던 중 영국 경찰 시크인의 추적을 받았다.

### 대한민국 서훈 및 유공자 지정 논란
김원봉은 독립운동 활동을 한 인물이기는 하였지만, 광복 후 조선민주주의인민공화국 괴뢰 공산당 정권 수립에 기여하고 최고위직에 올랐던 인물이라는 이유로 현재까지 대한민국 정부로부터 서훈 및 유공자 지정을 받지 못하고 있다. 대한민국 서훈 여부는 일본 제국에 항거하여 애국심을 고취하였거나 3·1 운동 등에 참여한 이력 등이 있는 사람을 대상으로 서훈 여부 및 승인을 가리게 되는데 이 중에서 친일반민족 행위자는 물론 친북 및 조선민주주의인민공화국 정권에 기여하였던 인물의 경우 국가보안법 및 국민정서 등을 고려하여 서훈 대상에서 제외되고 있다. 다만 김원봉의 경우 일제의 침략에 맞서 싸웠다는 이력이 있는 점이 있지만 광복 후 조선민주주의인민공화국 정권 수립에 기여하고 상훈 수여 이력까지 있어서 국가보안법과 국민정서에 있어서 위배되는 내용이 있다는 점 때문에 현재까지 서훈 여부가 논란이 되고있다. 2019년 3월 피우진 대한민국 국가보훈처장은 비록 김원봉이 광복 후 친북에 기여한 점은 있으나 이전에 독립운동 이력을 토대로 서훈도 가능하다고 입장을 밝혔다.
그러나 피우진 처장의 이 같은 입장에 대해서 자유한국당은 친북 인사를 대한민국 유공자로 지정하는 것은 있을 수 없는 일이라며 피우진 처장의 사과와 관직 사퇴를 요구하고 있다. 자유한국당은 김원봉은 해방 후 김일성의 앞잡이로 암약했고 동시에 조선민주주의인민공화국 정권 수립에 기여하였던 친북 인사이기 때문에 이런 인물은 조선민주주의인민공화국에서 서훈을 해도 된다고 논평하였다. 나경원 자유한국당 원내대표도 김원봉은 골수 공산주의자이기 때문에 김원봉의 대한민국 서훈 및 유공자 지정을 반대하였으며 같은 당의 심재철 국회의원도 이에 반대하는 입장을 밝혔다.
대한민국 재향군인회도 성명을 내고 김원봉은 김일성이 수립한 조선민주주의인민공화국 정권수립에 앞장섰던 자이기 때문에 대한민국 유공자 지정은 안 된다는 반대입장을 밝혔다.
한편 박광온 더불어민주당 국회의원은 트위터를 통해서 약산 김원봉 선생의 평가는 온전히 이뤄져야한다는 입장을 밝혔다.
김원봉의 외조카인 김태영씨는 언론 인터뷰에서 자유한국당과 나경원 원내대표의 발언은 사자(死者) 명예훼손죄와 동시에 극우세력 결집을 위한 망언이라고 주장하였고 삼촌은 생전에 오직 민족을 위해 독립운동을 하였던 사람이었다고 평가하였다.
2019년 6월 6일 문재인 대통령의 현충일 추념사를 두고 일각에서 김원봉을 재평가하고 서훈대상자로 삼아야 한다는 주장을 내놓으면서 정치권에 논란이 확산되었다. 한편 6월 10일 청와대는 약산 김원봉의 서훈 여부에 대해서 현재로서는 국가보훈처의 독립유공자 포상심사 조항상 불가능하다는 입장을 밝혔으며 서훈 추진 여부도 하지 않는다고 밝혔다.
피우진 처장의 후임으로 취임한 박삼득 국가보훈처장은 현재로서는 약산 김원봉에 대한 서훈 추서 계획이 없으며 조선민주주의인민공화국 정권 수립에 기여하였던 인물이기 때문에 법적 기준을 변경해도 서훈 추서 계획은 없을 것이라고 입장을 밝혔다.

## 상훈
- 조선민주주의 인민공화국 로력훈장(1952, 1958년).

## 가계
남에서 가족들 중 남동생들은 모두 보도연맹 사건으로 살해당한 것으로 알려져 있었으나 김봉철(1918 - 1986)은 당시 생존하였다. 이복동생 김봉철은 4.19혁명 당시 동생들의 죽음에 대한 진상규명을 요구하는 밀양피학살자조사대책위원회에 참여하였다. 이후 이를 근거로 박정희 정권 하에서 옥살이를 하다 1986년 사망하였고 대법원에서 재심결정 및 무죄를 판결받았다. 김원봉의 여동생 김학봉은 대한민국에서 생존해 있었으나 2019년 2월 24일 별세했다. (수 90세)
- 조부: 김철화(金哲和)
- 조모: 천씨(千氏)
  - 숙부: 김주오(金周五)
    - 사촌: 김태근(金泰根)

  - 고모부 : 황상규(黃尙奎)
    - 고종사촌 : 황용암(黃龍岩)

  - 부친: 김주익(金周益)
  - 생모: 이경념(李京念)
    - 동생: 김경봉(金景鳳, 1901년 - ?)

  - 계모: 천연이(千蓮伊)
    - 이복 여동생: 김복잠(1911년 - ?)
    - 이복 동생: 김봉철(1918년 - 1986년)
    - 이복 동생: 김봉기(1921년 - 1950년)
    - 이복 동생: 김덕봉(1925년 - 1950년)
    - 이복 동생: 김구봉(1928년 - 1950년)
    - 이복 여동생: 김학봉(1932년 - 2019년)

  - 서모: 박순남(朴順南)
    - 이복 동생: 김춘봉(1909년 - ?)
    - 이복 동생: 김익봉(1914년 - 요절)
    - 이복 동생: 김용봉(1916년 - )
    - 부인: 최씨(崔氏)
    - 부인: 박차정(朴次貞, 1910년 5월 7일 ~ 1944년 5월 27일)
    - 부인: 최동선(崔東仙)
      - 아들: 김중근(金重根, 1945년 - )
      - 아들: 김철근

## 기타
무장독립투사! 붉은 전사! 약산 김원봉 https://www.youtube.com/watch?v=kycjalsMwAs

## 대중문화의 작품

### 뮤지컬
- 《약산 아리랑》

### 드라마
- 1985년 KBS1 《오성장군 김홍일》 - 배우 : 이춘식
- 1989년 MBC 《백범일지》 - 배우: 나영진
- 1995년 KBS1 《김구》 - 배우 : 백준기
- 2002년 ~ 2003년 SBS 《야인시대》 - 배우 : 맹봉학
- 2019년 MBC 《이몽》 - 배우 : 유지태

### 영화
- 2015년 《암살》 - 배우 : 조승우
- 2016년 《밀정》 - 배우 : 이병헌[47]

## 같이 보기
- 의열단
- 한국의 독립운동

## 참고 자료
- 강준만 (2004년 4월 3일). 《한국 현대사 산책 1940년대편 1 (8∙15해방부터 6∙25전야까지)》. 서울: 인물과사상사. ISBN 89-88410-89-0.
- 이원규 (2005년 8월 10일). 《약산 김원봉》. 서울: 실천문학사. ISBN 978-89-392-0519-2.
- 대한민국 국가보훈처, 이 달의 독립운동가 상세자료 - 박차정 보관됨 2019-01-25 - 웨이백 머신, 2006년
- 대한민국 국가보훈처, 이 달의 독립 운동가 상세자료 - 윤세주 보관됨 2019-01-25 - 웨이백 머신, 1993년
- 심규상 (2008년 2월 25일). “일제가 가장 무서워한 김원봉, 우린 왜 모르지? - 김원봉 선생 사망 50주년... 친일파에게 수모당해 월북 후 의문사”. 오마이뉴스. 2008년 3월 1일에 확인함.
- "약산은 결코 공산주의자가 아니었습니다"
- 남과 북 모두에게 외면당한 혁명가 문화일보 2005.08.16

| 전임 (창설) | 제1대 조선민주주의인민공화국의 국가검열상 1948년 9월 2일 ~ 1952년 2월 29일 | 후임 리승엽 |

| 전임 허성택 | 제2대 조선민주주의인민공화국의 노동상 1952년 5월 29일 ~ 1958년 9월 11일 | 후임 김응기 |

| 전임 리승엽 | 제3대 조선민주주의인민공화국의 국가검열상 1953년 8월 3일 ~ 1955년 11월 29일 | 후임 석산 |

| 전임 홍명희 리극로 | 제3대 조선민주주의인민공화국의 최고인민회의 상임위원회 부위원장 1957년 9월 13일 ~ 1958년 9월 10일 | 후임 홍명희 리극로 박금철 |

| 전임 홍명희 리극로 | 제3대 조선민주주의인민공화국의 국가부수반 1957년 9월 20일 ~ 1958년 9월 10일 | 후임 홍명희 리극로 박금철 |